# بشمن
بشمن، روستایی از توابع بخش مرکزی شهرستان بندر انزلی در استان گیلان ایران است.
دربارهٔ کلمه بشمن و بشم، شایعات و روایات فراوان است و حتی بعضی از پیرمردان پای جن و پری را به میان کشیده‌اند و در اسناد دولتی نیز گاهی بشم یا گاهی بشمن نیز نگاشته شده‌است.

## جمعیت
این روستا در دهستان چهارفریضه قرار دارد و براساس سرشماری مرکز آمار ایران در سال ۱۳۸۵، جمعیت آن ۱٬۴۰۵ نفر (۴۱۶خانوار) بوده‌است.

## قدمت روستا
ملگونوف در سال ۱۸۶۰ میلادی - ۱۲۳۹ شمسی-ن و رابینو در سال ۱۹۱۱ میلادی - ۱۲۹۰ شمسی-ن نوشته‌های خود را از مدفن (بشمن پیر) پسر سید شرف شاه در روستای بشمن یاد نموده‌اند که قدمت این روستا بین ۶ تا ۷ قرن و بلکه بیشتر نشان می‌دهد.